# Последний поход «Ямато»
Операция Тэн-Го (яп. кюдзитай 天號作戰, синдзитай 天号作戦 Тэн-го: сакусэн), более известная в русскоязычной литературе как Последний поход «Ямато», — японская морская операция во время Второй мировой войны, часть войны на Тихом океане, состоялась 6—7 апреля 1945 года. Представляла собой самоубийственный выход небольшой эскадры во главе с самым большим линкором в мире — «Ямато». Цель операции — уничтожение совместно с боевыми вылетами камикадзе американских сил, производящих высадку на Окинаве. Предполагалось отвлечение палубной авиации американцев на соединение «Ямато», в то время как камикадзе беспрепятственно проводили бы атаки. В случае успешного прорыва эскадры к плацдарму предполагалось затопить «Ямато» на отмели и использовать в дальнейшем как плавучую батарею, поскольку топлива, выделенного на проведение операции, хватало только на путь в один конец.

## Реализация операции «Тэн-го»[1]

Последний поход «Ямато». Схема.

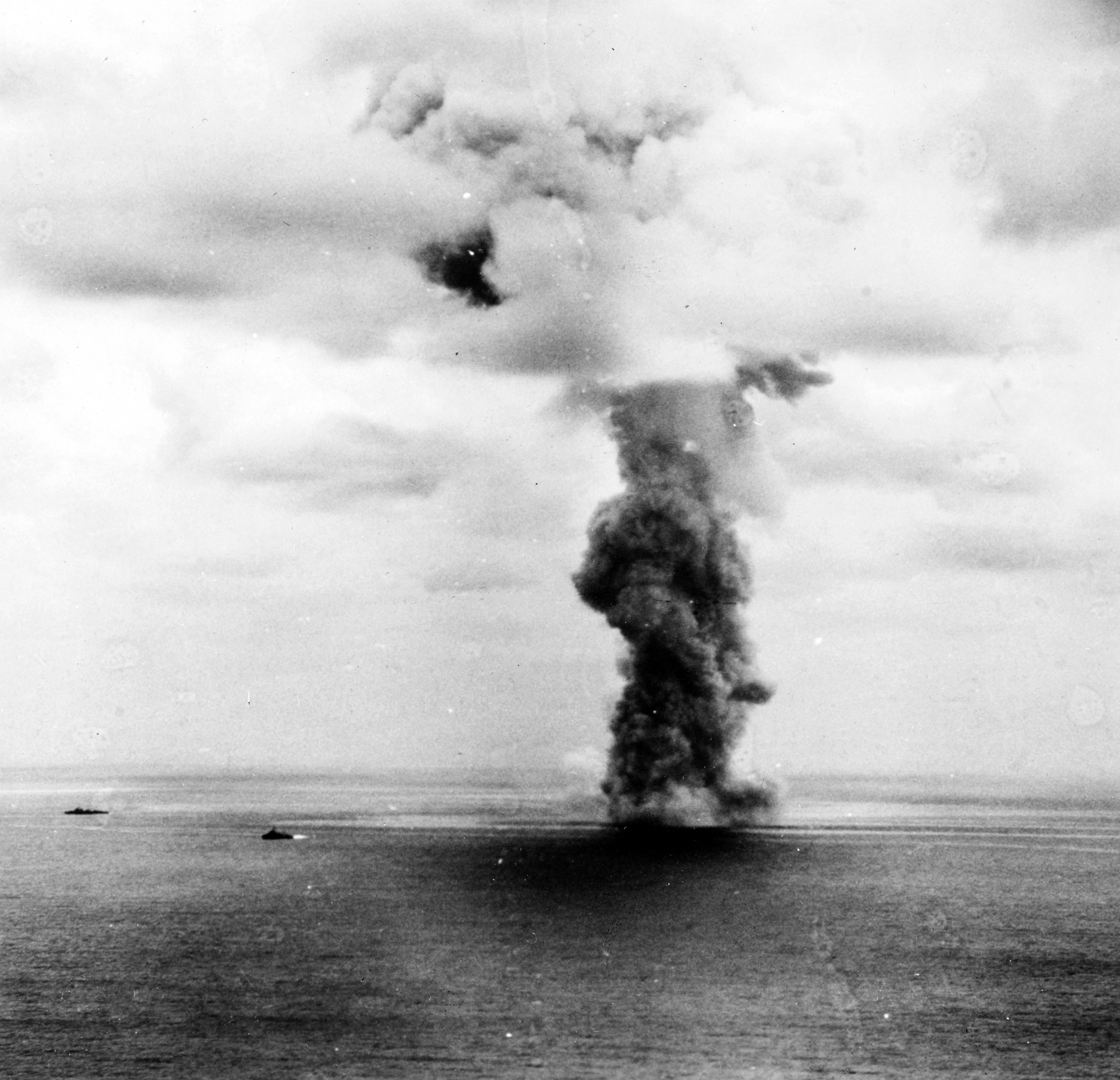
Взрыв «Ямато».

В 9.18 утра 3 апреля 1945 г 2-й флот, базировавшийся в Куре, получил приказ главнокомандующего Объединённого флота — адмирала Тоёда о начале операции «Тэн-ити-го» («Небеса-1»). Командующий 2-м флотом Ито решил лично участвовать в бою на борту «Ямато», хотя очень скептически относился к подобной операции (воздушное прикрытие кораблей отсутствовало, соединение было обречено на неминуемую гибель). Однако руководство решило пожертвовать остатками флота, так как иначе он всё равно бы достался врагу.
В качестве эскорта «Ямато» были выделены лёгкий крейсер «Яхаги» и 8 эсминцев: «Асасимо», «Фуюцуки», «Судзуцуки», «Хамакадзэ», «Исокадзэ», «Юкикадзэ», «Касуми», «Хацусимо». В распоряжении японцев были и другие боеспособные корабли, но им не хватало горючего.
Выход в море состоялся в 15:20 6 апреля 1945 в более чем гнетущей обстановке. Американская подлодка следила за соединением и непрерывно передавала сведения о нём; на рассвете 7 апреля к ней присоединились две летающих лодки «Маринер». В 12:32 первая волна (227 самолётов с американских авианосцев) вышла в атаку на соединение Ито, вторая (57 самолётов) в 12:45 и третья (110 самолётов) в 13:33 довершили разгром. «Ямато», потерявший главный пост борьбы за живучесть, получив примерно 10 торпед и 13 авиабомб, начал медленно крениться и в 14:23, когда крен на левый борт достиг 80°, произошёл взрыв артиллерийских погребов башни главного калибра, разорвавший линкор на две части. Это был один из самых мощных взрывов доатомной эры, эквивалентный примерно 500 т взрывчатки. Пламя взметнулось на 2 км, грибообразный столб дыма — на 6 км.
На «Ямато» погибло 3063 матроса и офицера из 3332 (в том числе Ито и командир корабля капитан 1 ранга Косаку Аруга), на «Яхаги» и эсминцах погибли 1187 человек.
Операция закончилась провалом, поскольку в результате массированных атак американцев сам «Ямато», лёгкий крейсер «Яхаги» и четыре из восьми эсминцев были потоплены. В то же время атаки камикадзе не дали существенных результатов (получили повреждения только авианосец, старый линкор и эсминец).